# Tratado de urbanismo
Tratado de urbanismo es una obra del poeta español Ángel González publicada en 1967 y perteneciente a la etapa más temprana del autor. Está formada por un conjunto de poemas y supone un cierre a su primera época, así como un cambio en su trayectoria como escritor que proporcionará diversos matices distintos en sus publicaciones posteriores. Esta obra fue publicada antes de la llegada de los novísimos, que posteriormente tendrían que convivir con los poetas españoles de la experiencia. A esta obra de poesía del autor le preceden otras tres: Áspero mundo (1956), Sin esperanza, con convencimiento (1961) y Grado elemental (1962). 
La obra consta de un total de 27 poemas en los que la tipología de texto predominante es la poesía social mezclada con lo sentimental. Está dividida en tres partes: "Ciudad uno", "Intermedio de canciones, sonetos y otras músicas" y "Ciudad cero". Ha habido más de una edición, la más reciente es la que incorpora la lectura de Carlos Pardo por Bartleby Editores. Mediante diferentes descripciones de lugares de la ciudad el autor denuncia una sociedad injusta y recrimina la etapa belicosa que le ha tocado vivir previamente en los años de la posguerra civil en España. En Tratado de urbanismo, el autor expresa su opinión acerca de la etapa de la historia en que se encuentra, por medio de actividades o aspectos cotidianos conocidos por todo el mundo. Después de esta última colección de poemas, el poeta se adentra en una etapa diferente en su poesía: en parte, se podría decir que comienza su uso desmesurado de la ironía y el humor de forma más clara ante las situaciones que le atañen, nacido de una pérdida de fe en su propia poesía ante la realidad que le sobreviene, y sus escritos comienzan a ser más complicados de entender.
Aunque no posea tanta fama como el primer libro de poemas que compuso, "Tratado de urbanismo" ilustra claramente la evolución del autor a lo largo del tiempo y cómo sus vivencias y su infancia le han afectado a la hora de escribir. Hay varios aspectos fundamentales para comprender los temas que utiliza y su manera de desarrollarlos: su padre murió apenas siendo él recién nacido y su hermano fue asesinado de parte del bando de los sublevados durante la guerra civil española, por lo que este acontecimiento histórico estuvo siempre muy presente en el poeta, quien no solo actuaba como mero observador, sino conviviendo con ello en primera persona.
La ironía está muy presente a lo largo de toda la obra, recurso que Ángel González utilizó con asiduidad a partir de este momento durante todos sus años de producción literaria. Él mismo lo explica en una entrevista: "La ironía facilita un tono de distanciamiento que aligera la peligrosa carga sentimental de ciertas actitudes, algo importante para una persona que, como yo, intenta escribir poesía desde sus experiencias conservando un mínimo de pudor".

## Clasificación de poemas
Ciudad uno: Inventario de lugares propicios al amor, jardín público con piernas particulares , Interpretación metafísica, parque con zoológico, Chatarra, Los sábados, las prostitutas madrugan mucho para estar dispuestas, Zona residencial, Lecciones de buen amor, parque para difuntos, Cadáver ínfimo, Centro comercial, Civilización de la opulencia, Plaza con torreones y palacios, Preámbulo a un silencio.
Intermedio de canciones, sonetos y otras músicas: Vals de atardecer, Tango de madrugada, La trompeta (Louis Armstrong), Canción para cantar una canción, Soneto para cantar una ausencia, Soneto para imaginarte con exactitud, Qué le vamos a hacer, Letra para cantar un día domingo, Canción de invierno y de verano, La paloma (versión libre).
Ciudad cero: Ciudad cero, Evocación segunda, Primera evocación. 

## Algunos fragmentos
Inventario de lugares propicios al amor
El poema que inaugura la obra tiene cierta importancia puesto que es uno de los más famosos de toda la obra del poeta español. Realiza, por medio de un lenguaje bastante cercano y simple, una descripción de ciertos lugares urbanos donde pueden darse muestras de afecto, pero con cierto trasfondo crítico o existencial: Después, aparece la crítica hacia la actualidad en que se encuentra: "la descripción de los lugares urbanos para la expresión amorosa van cediendo hacia el final a una creciente denuncia contra la hipocresía y la hosquedad del tiempo histórico en que se sitúa el poema". Además, su existencia y su posición en la novela posee la función de prólogo: al describir un aspecto tan cotidiano, se dejan ver los intereses del autor de sumergirse en su propia realidad, que es también la de todos los habitantes de las ciudades españolas en la posguerra.
Son pocos.

La primavera está muy prestigiada, pero

es mejor el verano.

Y también esas grietas que el otoño

forma al interceder con los domingos

en algunas ciudades

ya de por sí amarillas como plátanos.

(...)
Queda quizá el recurso de andar solo,

de vaciar el alma de ternura

y llenarla de hastío e indiferencia,

en este tiempo hostil, propicio al odio.
Ciudad cero
Este poema está situado uno de los últimos en la obra. Constituye una mezcla entre el ambiente español de conflicto armado que se estaba dando y los sentimientos que ello provocaba en la población.
Una revolución.

Luego una guerra.

En aquellos dos años -que eran

la quinta parte de toda mi vida-,

yo había experimentado sensaciones distintas.

(...)

este miedo difuso,

esta ira repentina,

estas imprevisibles

y verdaderas ganas de llorar.
Canción de invierno y de verano
Cuando es invierno en el mar del Norte

es verano en Valparaíso.

Los barcos hacen sonar sus sirenas al entrar en el

puerto de Bremen con jirones de niebla y de hielo

en sus cabos,

mientras los balandros soleados arrastran por la superficie del Pacífico Sur

bellas bañistas.
Eso sucede en el mismo tiempo,

pero jamás en el mismo día.

(...)
Nos quisimos, es cierto, y yo sé cuánto:

primaveras, veranos, soles, lunas.

Pero jamás en el mismo día.

## Temática de la obra
La primera parte de la obra ("Ciudad uno") posee ciertos elementos más íntimos que, mezclados con el habla coloquial, dotan al poema de cierta cercanía hacia el lector. Los animales y el entorno propio de las ciudades: calles, edificios, plazas, tiendas... así como jardines o parques también están muy presentes. Sobre todo, la naturaleza y muchos tipos de plantas: árboles, flores... son vocabulario recurrente para Ángel González en este primer conjunto de poemas. En la segunda parte ahonda el tema amoroso y sentimental, mientras que en "Ciudad cero" los temas cercanos a la guerra y el sufrimiento se abren paso entre la realidad del momento, donde Ángel González "dialoga desde el presente con su alter ego pretérito".
La sátira social y la denuncia de la hipocresía están muy presentes en poemas de esta sección como, por ejemplo, « Zona residencial » o « Lecciones de buen amor ». Ángel González va intercalando el discurso oficial con la historia oculta y la sordidez cotidiana. Tratado de urbanismo aborda otros temas como la naturaleza aprisionada (« Parque zoológico ») o la alienación del hombre sometido ya definitivamente a la tecnología. No es extraño que abunden las referencias a los desechos de la civilización industrial con los que el hombre debe coexistir.
Tratado de urbanismo une la "educación sentimental y la crónica histórica" mediante distintos lugares propios de la urbe española de los años 60 expresa la censura a la que estaba sometida la población por medio del gobierno: el intimismo y pasión que trasmite con los poemas se adentra en este aspecto. Por una parte, la representación lírica permite bucear en la intimidad de quienes habitan en la polis actual. Por otra, la privacidad de los ciudadanos reproduce de forma inconsciente las normas que rigen la organización social. Algunos autores hablan de esta obra como protestataria y con gran impulso cívico, debido a la carga ideológica y política de algunos de los poemas que la conforman. Otros, afirman que con Tratado de urbanismo nace una "nueva concepción del lenguaje que no necesariamente priva a la palabra política de una capacidad activa; simplemente revalúa su potencial a partir de varias experiencias que vivió el autor: persistencia del franquismo, Primavera de Praga, abandono del Partido Comunista, muerte de su madre, y traslado a los Estados Unidos". Entonces, esta nostalgia vendría dada por todos estos acontecimientos que le había tocado vivir en primera persona.